# Trenton (Georgia)
Trenton is een plaats (city) in de Amerikaanse staat Georgia, en valt bestuurlijk gezien onder Dade County.

## Demografie
Bij de volkstelling in 2000 werd het aantal inwoners vastgesteld op 1942.
In 2006 is het aantal inwoners door het United States Census Bureau geschat op 2337, een stijging van 395 (20,3%).

## Geografie
Volgens het United States Census Bureau beslaat de plaats een oppervlakte van
8,0 km², geheel bestaande uit land. Trenton ligt op ongeveer 232 m boven zeeniveau.

## Plaatsen in de nabije omgeving
De onderstaande figuur toont nabijgelegen plaatsen in een straal van 24 km rond Trenton.